# Platinum Collection
Platinum Collection es una compilación del grupo de pop rock y rock progresivo Genesis. Fue editada en 2004. Es una caja de tres discos y contiene una selección de canciones de los trabajos del grupo desde Trespass hasta Calling All Stations que abarca la práctica totalidad de la historia musical del grupo. Además incluye un título del EP 3 X 3.
La recopilación presenta la particularidad de que está ordenada en orden cronológico inverso, salvo la canción "Calling All Stations" colocada al final del Disco I, para dar más énfasis a los últimos trabajos del grupo.
De acuerdo al carácter recopilatorio del disco, la portada está compuesta de los motivos principales de las portadas de seis de los álbumes del grupo, Nursery Cryme (1971), Foxtrot (1972), A Trick of the Tail (1976), Duke (1980), Invisible Touch (1986) y We Can't Dance (1991).
Una buena parte de las canciones incluidas en el disco fueron remezcladas de nuevo por Nick Davis.

## Intérpretes
El Disco I, que contiene las canciones más modernas del grupo, está interpretado por la formación habitual de la banda desde 1976 hasta 1996, Phil Collins, Tony Banks y Mike Rutherford, excepto el tema Calling All Stations perteneciente al disco del mismo nombre y editado cuando Phil Collins ya había abandonado el grupo y fue sustituido por Ray Wilson, voz, y Nir Zidkyahu, batería.
El Disco II pertenece igualmente a la etapa de Phil Collins al frente del grupo, incluyendo además, en los temas pertenecientes a los álbumes Wind & Wuthering y A Trick of the Tail, a Steve Hackett quien no abandonó la banda hasta 1977.
EL Disco III corresponde a la etapa de Peter Gabriel con la formación habitual en esa época, Tony Banks, Mike Rutherford, Steve Hackett y Phil Collins además del propio Gabriel, excepto en el tema "The Knife" el primero cronológicamente de la colección cuando todavía no estaba Phil Collins ni tampoco Steve Hackett y pero sí John Mayhew y Anthony Phillips respectivamente.

## Lista de canciones
| Pista     | Título                                   | Álbum                           | Año  | Duración |
| --------- | ---------------------------------------- | ------------------------------- | ---- | -------- |
| Disco I   |                                          |                                 |      |          |
| 1.        | No Son Of Mine                           | We Can't Dance                  | 1991 | 6:36     |
| 2.        | I Can't Dance                            | We Can't Dance                  | 1991 | 4:01     |
| 3.        | Jesus He Knows Me                        | We Can't Dance                  | 1991 | 4:18     |
| 4.        | Hold on My Heart                         | We Can't Dance                  | 1991 | 4:38     |
| 5.        | Invisible Touch                          | Invisible Touch                 | 1986 | 3:28     |
| 6.        | Throwing It All Away                     | Invisible Touch                 | 1986 | 3:50     |
| 7.        | Tonight, Tonight, Tonight                | Invisible Touch                 | 1986 | 4:29     |
| 8.        | Land of Confusion                        | Invisible Touch                 | 1986 | 4:46     |
| 9.        | In Too Deep                              | Invisible Touch                 | 1986 | 4:57     |
| 10.       | Mama                                     | Genesis                         | 1983 | 6:49     |
| 11.       | That's All                               | Genesis                         | 1983 | 4:25     |
| 12.       | Home by the Sea                          | Genesis                         | 1983 | 5:08     |
| 13.       | Second Home by the Sea                   | Genesis                         | 1983 | 6:06     |
| 14.       | Illegal Alien(*)                         | Genesis                         | 1983 | 6:06     |
| 15.       | Paperlate(*)                             | 3 X 3                           | 1982 | 3:23     |
| 16.       | Calling All Stations                     | Calling All Stations            | 1997 | 5:45     |
| Disco II  |                                          |                                 |      |          |
| 1.        | Abacab(*)                                | Abacab                          | 1981 | 6:55     |
| 2.        | Keep It Dark(*)                          | Abacab                          | 1981 | 4:35     |
| 3.        | Turn It On Again(*)                      | Duke                            | 1980 | 3:51     |
| 4.        | Behind The Lines                         | Duke                            | 1980 | 5:43     |
| 5.        | Duchess(*)                               | Duke                            | 1980 | 6:07     |
| 6.        | Misunderstanding(*)                      | Duke                            | 1980 | 3:13     |
| 7.        | Many too many(*)                         | ...And Then There Were Three... | 1978 | 3:35     |
| 8.        | Follow You, Follow Me(*)                 | ...And Then There Were Three... | 1978 | 4:08     |
| 9.        | Undertow(*)                              | ...And Then There Were Three... | 1978 | 4:47     |
| 10.       | ...In That Quiet Earth(*)                | Wind & Wuthering                | 1976 | 4:56     |
| 11.       | Afterglow(*)                             | Wind & Wuthering                | 1976 | 4:09     |
| 12.       | Your Own Special Way                     | Wind & Wuthering                | 1976 | 6:19     |
| 13.       | A Trick of the Tail(*)                   | A Trick of the Tail             | 1976 | 4:35     |
| 14.       | Ripples(*)                               | A Trick of the Tail             | 1976 | 8:08     |
| 15.       | Los Endos(*)                             | A Trick of the Tail             | 1976 | 5:47     |
| Disco III |                                          |                                 |      |          |
| 1.        | The Lamb Lies Down on Broadway(*)        | The Lamb Lies Down on Broadway  | 1974 | 4:49     |
| 2.        | Counting Out Time(*)                     | The Lamb Lies Down on Broadway  | 1974 | 3:36     |
| 3.        | Carpet Crawlers(*)                       | The Lamb Lies Down on Broadway  | 1974 | 5:01     |
| 4.        | Firth of Fifth(*)                        | Selling England by the Pound    | 1973 | 9:28     |
| 5.        | The Cinema Show(*)                       | Selling England by the Pound    | 1973 | 10:48    |
| 6.        | I Know What I Like (In Your Wardrobe)(*) | Selling England by the Pound    | 1973 | 3:53     |
| 7.        | Supper's Ready                           | Foxtrot                         | 1972 | 22:51    |
| 8.        | The Musical Box(*)                       | Nursery Cryme                   | 1971 | 10:24    |
| 9.        | The Knife(*)                             | Trespass                        | 1970 | 8:53     |

(*) Remezclada por Nick Davis.
- Datos: Q584533